# Usbekisk
Usbekisk (usbekisk: Ўзбек тили, tr. O‘zbek tili) er det officielle sprog i Usbekistan. Som minoritetssprog tales det desuden i andre centralasiatiske lande, især Tadsjikistan, Kirgistan, Kasakhstan, Afghanistan, Turkmenistan og Kina. Samlet antal modersmålstalere er ca. 37 millioner. 
Sproget hører til den tyrkiske sprogfamilie, der af mange lingvister henregnes til den østtyrkiske gruppe i den altaiske sprogfamilie, lige som sprogets nærmeste slægtninge kasakhisk, kirgisisk og uyghurisk. Usbekisk er et af flere tyrkiske sprog, der udkrystalliserede sig i Centralasien efter flygtningestrømmenes rasen under mongolernes herredømme i middelalderen. Såvel fonetik, grammatik som ordforråd er under kraftig persisk indflydelse, hvoraf en stor del hidrører fra en langvarig symbiose med tadsjikisk. I den periode, hvor Usbekistan indgik i Sovjetunionen, noteredes også en stærk russisk indflydelse, således også på skriften: Alfabetet var frem til 1900 persisk-arabisk. Efter Oktoberrevolutionen og frem til 2. verdenskrig veksledes der mellem arabisk, latinsk og kyrillisk, og kyrillisk løb af med sejren efter pres fra Sovjetunionens Kommunistparti. 
Litteratursproget er baseret på dialekten i Fergan-dalen, som især kendetegnes ved manglen på den for de tyrkiske sprog så karakteristiske vokalharmoni. 
Efter at Usbekistan opnåede uafhængighed har sproget været underlagt en sprogrensning, som især har ramt de russiske låneord. Den afghanske dialekt af usbekisk adskiller sig fra den klassiske i Usbekistan ved fraværet af russismer og større indflydelse af persisk og visse afghanske sprog. 
Khorezm-dialekten er tættere i både fonetik og ordforråd på turkmensk. Dialekterne i Bukhara og Samarkand har talrige tadsjikiske lån.